# Minihy de Tréguier
Le Minihy de Tréguier faisait partie de l'évêché de Tréguier et en était son chef-lieu. Il se composait de :
- la ville de Tréguier avec ses deux paroisses Saint-Sébastien-de-la-Rive et Saint-Vincent-de-l'Hôpital
- le Minihy-Tréguier proprement dit.